# Nezapomenutelná cesta
Nezapomenutelná cesta (orig. A Walk to Remember) je bestseller amerického spisovatele Nicholase Sparkse. Autor publikoval svůj román v USA v roce 1999, český překlad vyšel v roce 2000. Kniha byla zfilmována, v angličtině stejnojmenný celovečerní film přišel do kin v roce 2002, v ČR byl distribuovaný pod jménem Dlouhá cesta.
Děj knihy je zasazen do konce 50. let 20. století do Beaufortu v Severní Karolíně. Zabývá se problematikou lásky mezi dvěma původně nepříliš kompatibilními mladými lidmi (znuděným povalečem z bohaté rodiny a konzervativní, zbožnou a slušně vychovanou dcerou chudého pastora).
Silná láska je v této knize motorem, který napravuje, ukázňuje, učí víře a toleranci a překonává náboženské a povahové rozdíly. Láska je zde pojímána jako něco neuvěřitelně krásného, co stojí za to prožít, i když to má trvat jen prchavý okamžik, protože smrt hlavní hrdinky je blízko.

## Autor o knize
Kniha byla inspirována skutečností – hlavní dívčí postava byla vytvořena podle Sparksovy mladší sestry Danielle († 2000), podle níž a pro ni byla napsána.
Sparks o tomto románu v roce 2000 řekl, že je to jediný jeho román, při jehož psaní plakal. O hlavních postavách řekl:
Jamie Sullivan byla v mnoha ohledech moje mladší sestra. Moje sestra byla roztomilá, podobně jako Jamie. Stejně jako ona měla silnou víru. Stejně jako Jamie milovala církev. Stejně jako Jamie nebyla populární ve škole. Stejně jako Jamie byla vždy veselá a všechno, co v životě chtěla, bylo vdát se.
A stejně jako Jamie, má sestra dostala rakovinu.
Stejně jako Jamie, moje sestra někoho potkala. A podobně jako Landon si tento dlouhou dobu nedokázal představit, že by se mohl oženit s někým, jako je ona. Nicméně nakonec si nedokázal pomoci. Ač věděl, že je nemocná a že nemůže nad svou nemocí vyhrát, tento muž ji požádal o ruku.
Byla to ta nejkrásnější věc, jakou kdy kdo pro někoho udělal, a já jsem nenapsal tento román jenom proto, abyste poznali mou sestru, ale i proto, abyste věděli, jakou úžasnou věc pro ni vykonal její manžel.
Bohužel, má sestra zemřela v červnu. Bylo jí 33 let.